# Ganek (Tatry)
Ganek (słow. Veľký Ganek, Gánok, niem. Grosser Ganek, Gangspitze, węg. Nagy-Ganek, Ganek) – szczyt w słowackiej części Tatr Wysokich. Jest najwyższym szczytem trójwierzchołkowego masywu, w którym wyróżnia się Mały Ganek, Pośredni Ganek i Ganek, dla jednoznaczności często nazywany Wielkim Gankiem.

## Topografia
Ganek znajduje się w głównej grani Tatr Wysokich w miejscu, w którym zmienia ona kierunek na południowo-wschodni. Najwyższy wierzchołek Wielki Ganek ma wysokość 2465 m (według wcześniejszych pomiarów 2459, 2462 lub 2465 m). Dwa niższe to Pośredni Ganek (Prostredný Ganek, 2450 m) i Mały Ganek (Malý Ganek, 2442 m). Wielki Ganek oddzielony jest od nich Małą Gankową Przełączką (2429 m) i Pośrednią Gankową Przełączką (2434 m). Ma dwa tej samej wysokości wierzchołki oddalone od siebie o kilka metrów i oddzielone wciętą na 2 m szczerbiną.
Mały Ganek jest szczytem zwornikowym. Odchodzi od niego boczna Pusta Grań z Kaczą Turnią i Pustymi Turniami, oddzielająca Dolinę Ciężką (Ťažká dolina) od Doliny Kaczej (Kačacia dolina) – są to doliny należące do systemu Doliny Białej Wody (Bielovodská dolina). Od południa pod Ganek podchodzi Dolinka Rumanowa (Rumanova dolinka) – odnoga Doliny Złomisk (Zlomisková dolina), należącej do systemu Doliny Mięguszowieckiej (Mengusovská dolina). W grani głównej w kierunku zachodnim szczyt oddzielają od Wysokiej (Vysoká) trzy Rumanowe Przełęcze (Rumanove sedlá), natomiast w kierunku południowo-wschodnim od Rumanowego Szczytu (Rumanov štít) oddziela go Gankowa Przełęcz (Gánkova štrbina).
Nazwa Ganek używana jest dopiero od ok. 1860 r. i pochodzi od charakterystycznego kształtu Galerii Gankowej. Według Władysława Cywińskiego Ganek to „jeden z najbardziej imponujących tatrzańskich szczytów”.
Na północny zachód od Małego Ganku znajduje się rozległy taras tektoniczny zwany Galerią Gankową. Jest on podcięty od strony Doliny Ciężkiej trzystumetrową pionową ścianą. Poprowadzone przez nią drogi na szczyt należą do najtrudniejszych w Tatrach (drogi Łapińskiego-Paszuchy i Tadeusza Orłowskiego).
Na północny wschód z wierzchołków Ganku opada ku Dolinie Kaczej wysoka, 750-metrowa ściana. Jest w niej Północno-wschodni Filar Ganku o wysokości około 680 m. Oddziela dwie wielkie depresje tej ściany: Żleb Stanisławskiego i Rynnę Szczepańskich
Szczyt jest dostępny także znacznie łatwiejszą drogą od Popradzkiego Stawu (wejście turystyczne dozwolone tylko w towarzystwie przewodnika).
Masyw Ganku i prowadzące nań drogi wspinaczkowe „wystąpiły” w nakręconym tu przez praskich filmowców filmie dokumentalnym pt. Cesta 626.

## Taternictwo
Ganek należy do Wielkiej Korony Tatr. Ściany szczytu opadają pionowymi ścianami w kierunku dolin. Z tego powodu był uważany za niedostępny. W latach 1877–1895 bez powodzenia próbowali wejść na niego polscy turyści z zakopiańskimi przewodnikami, m.in. Leopold Świerz, Ludwik Chałubiński i Karol Potkański. Zdobyli go wreszcie 11 sierpnia 1895 r. południowo-wschodnią granią od strony Gankowej Przełęczy Władysław Kleczyński, przewodnik Klemens Bachleda i tragarz Józef Gąsienica z Bystrego. Droga ta jest dziś uznawana jako „droga normalna” na szczyt. 19 sierpnia 1905 r. Kazimierz Bizański i Klimek Bachleda zdobyli szczyt granią północno-zachodnią od Wschodniej Rumanowej Przełęczy. W latach 1905–1907 dokonano trzech kolejnych wejść wariantami tej trasy. Jednego z nich dokonali 22 sierpnia 1906 r. Zygmunt Klemensiewicz i Jerzy Maślanka – jako pierwsi zdobywcy szczytu bez udziału góralskiego przewodnika. Pierwsze niepolskie wejście na szczyt miało miejsce 12 sierpnia 1907 r. Dokonał go niemiecki alpinista Alfred Martin z pomocą spiskiego przewodnika Johanna Franza. Pierwsze zimowe wejście miało miejsce 20 marca 1910 r., a dokonali go (drogą pierwszych zdobywców) Mieczysław Lerski i Jerzy Maślanka.
Jako pierwsi latem Północno-wschodni Filar Ganku pokonali Wincenty Birkenmajer i Kazimierz Kupczyk 15 lipca 1930 r. Birkenmajer zginął 3 lata później podczas próby zimowego przejścia filara w kwietniu 1933 r. (błąd Birkenmajera). Rynnę Szczepańskich w całości taternicy przeszli dopiero 26 grudnia 2007 r. w czasie 12 godzin. Latem przechodzono tylko jej odcinki.

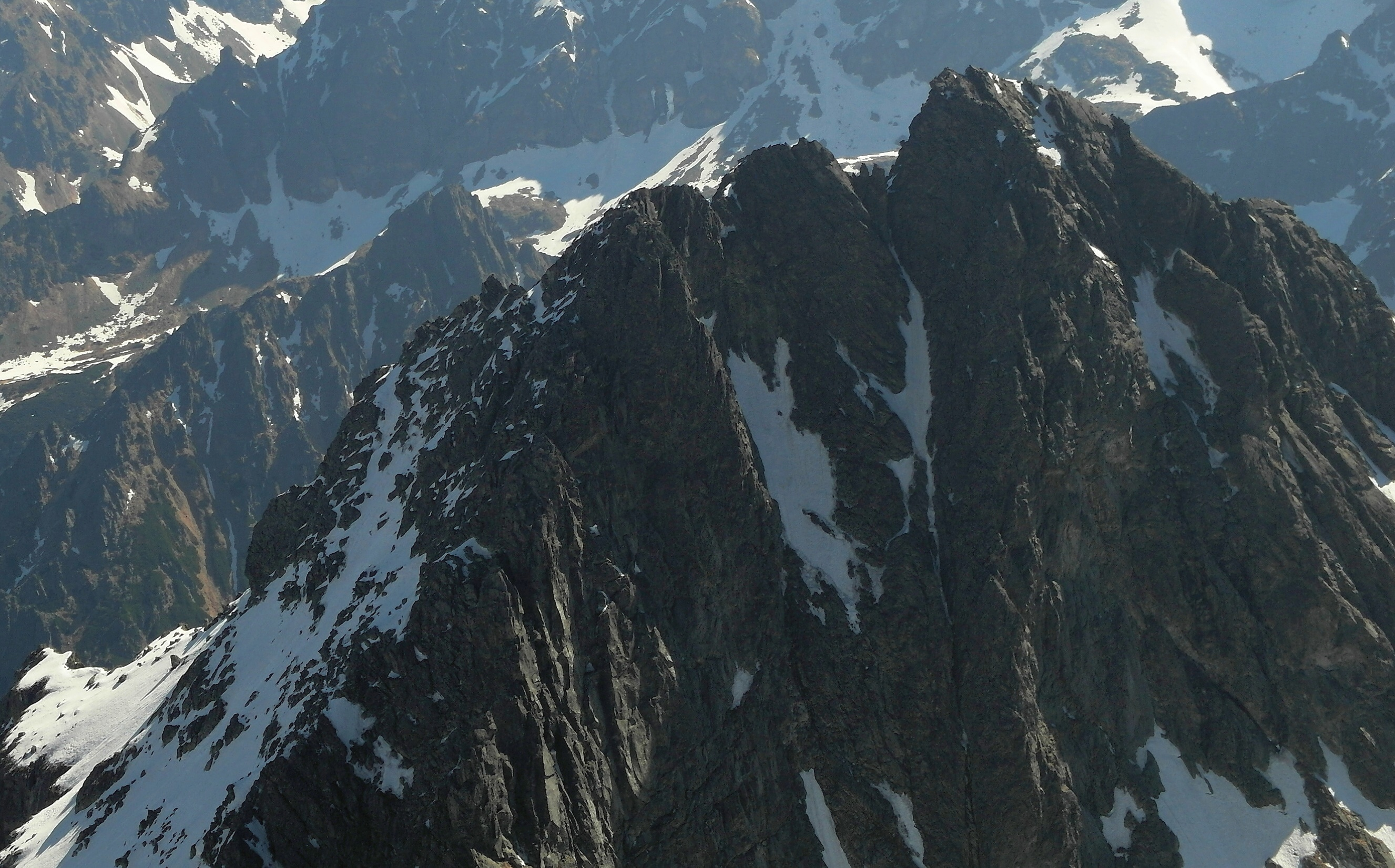
Widok na Ganek z Wysokiej
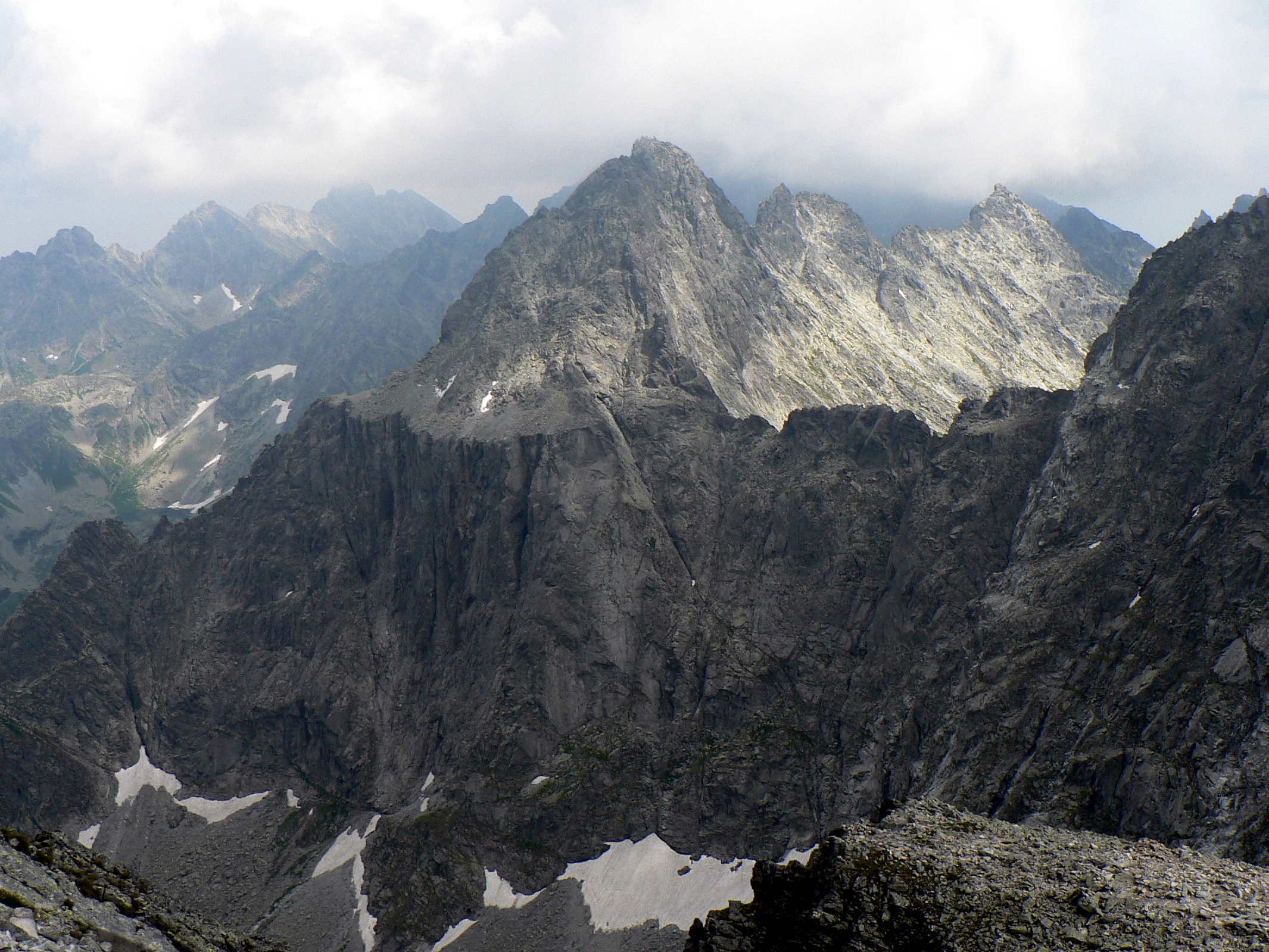
Widok na Ganek z Rysów. Z przodu Galeria Gankowa
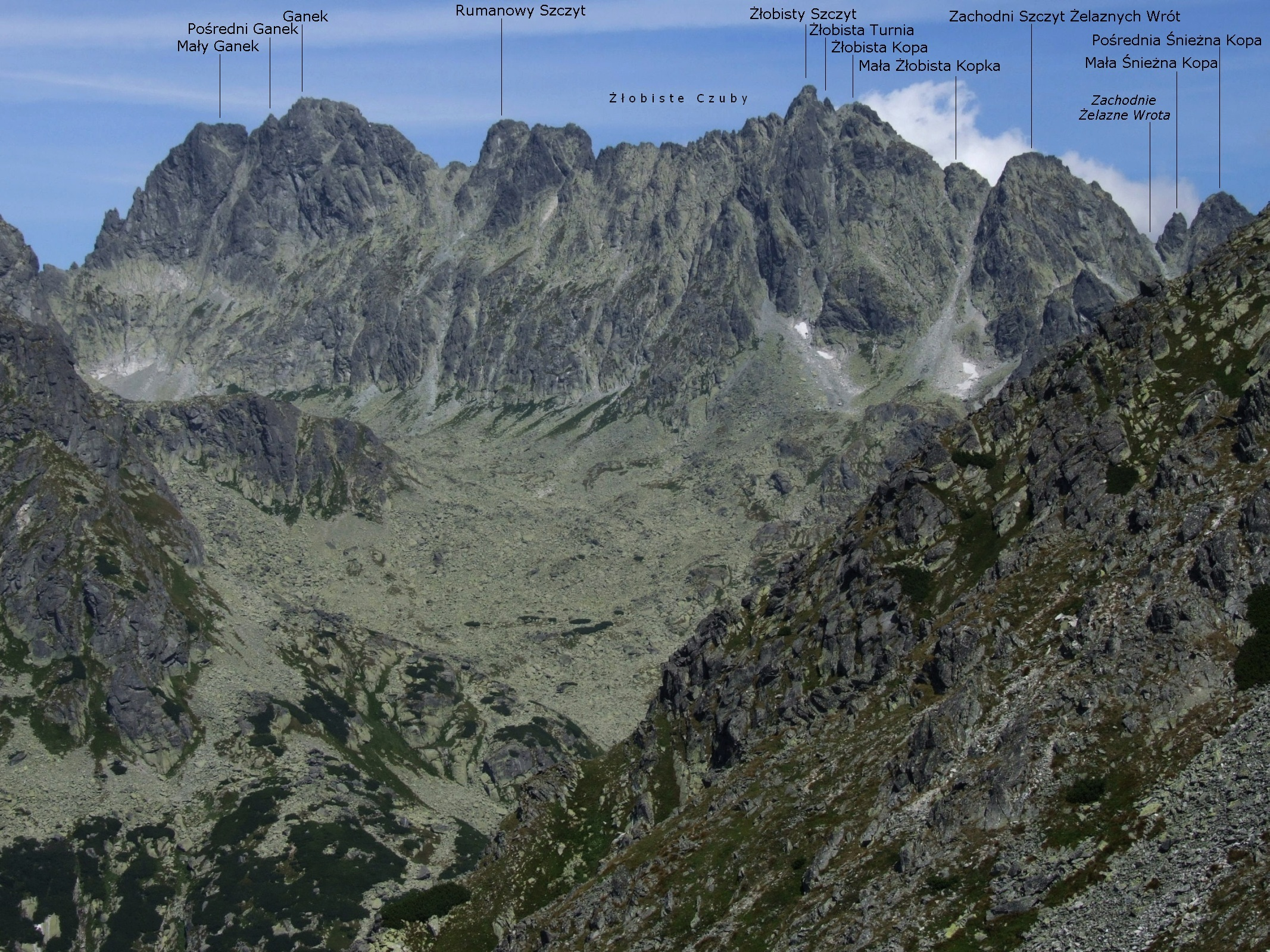
Ganek od strony południowej
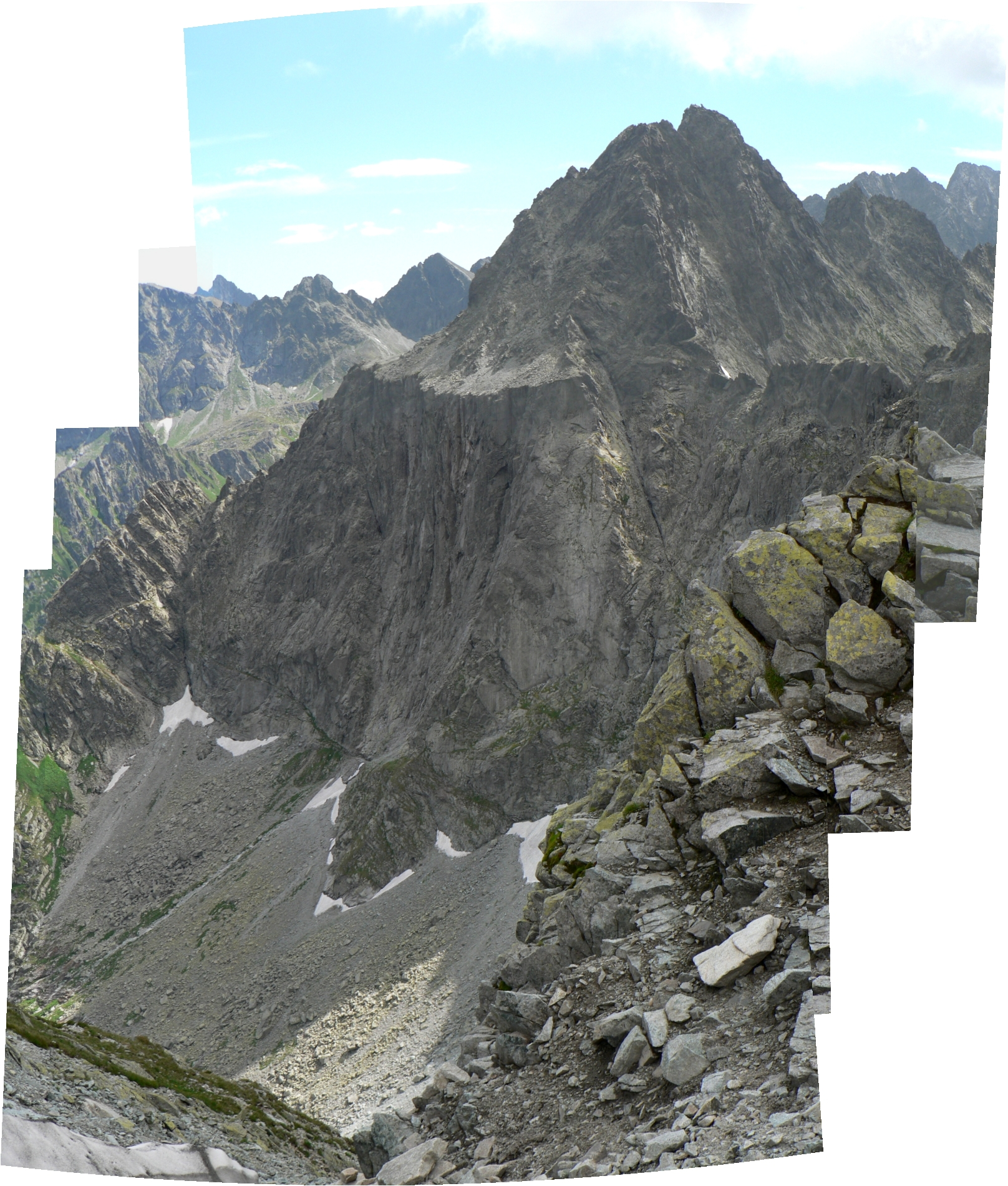
Galeria Gankowa
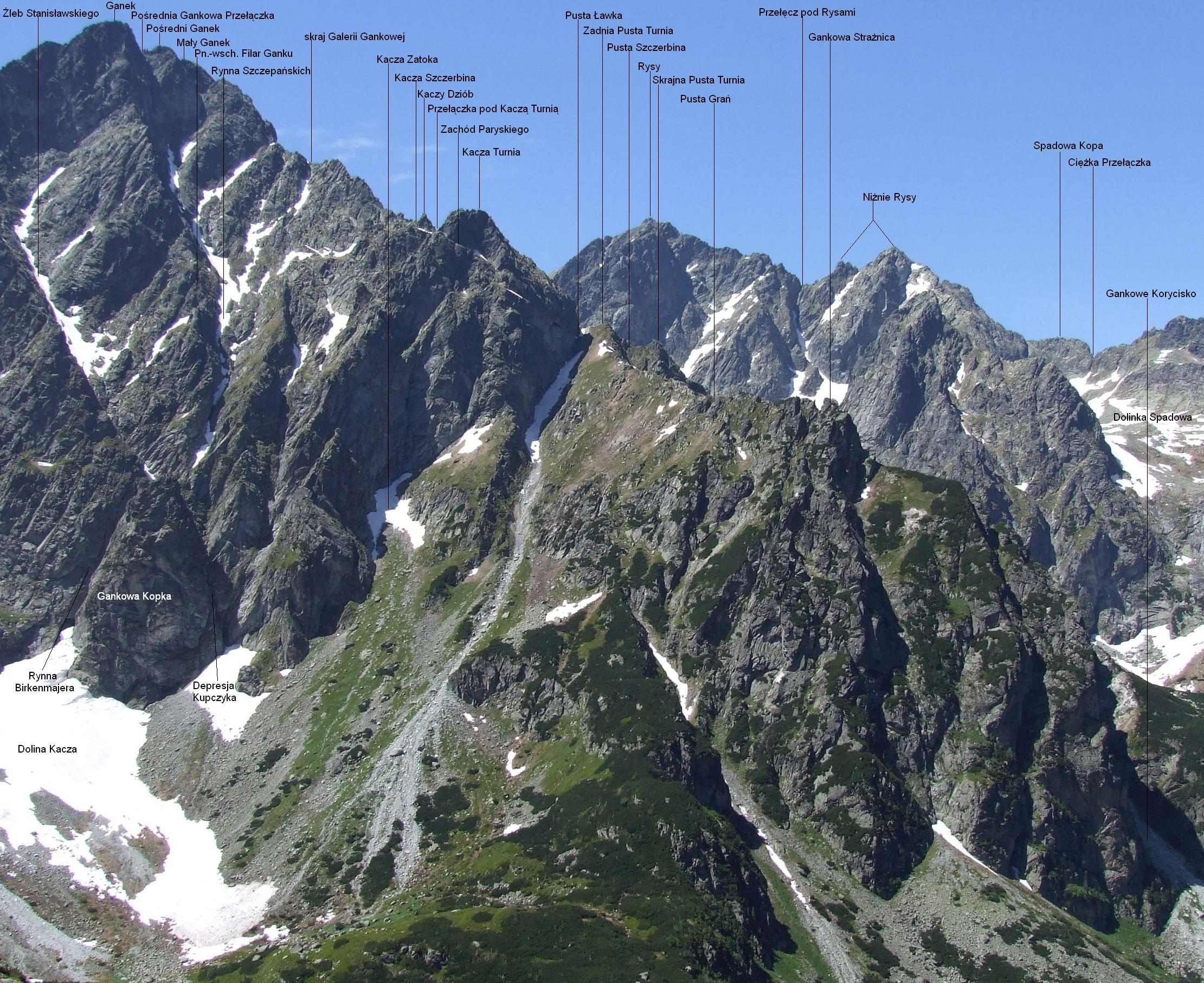
Formacje skalne północno-wschodniej ściany Ganku i Pusta Grań